# Pedinopistha
Genre
Synonymes
- Adrastidia Simon, 1900
- Proernus Simon, 1900

Pedinopistha est un genre d'araignées aranéomorphes de la famille des Philodromidae.

## Distribution
Les espèces de ce genre sont endémiques d'Hawaï.

## Liste des espèces
Selon World Spider Catalog (version 18.0, 30/01/2017) :
- Pedinopistha aculeata (Simon, 1900)
- Pedinopistha finschi Karsch, 1880
- Pedinopistha longula (Simon, 1900)
- Pedinopistha schauinslandi (Simon, 1899)
- Pedinopistha stigmatica (Simon, 1900)

## Publication originale
- Karsch, 1880 : Mittheilung über die von Herrn Dr. O. Finsch während seiner polynesischen Reise gesammelten Myriapoden und Arachniden. Sitzungsberichte der Gesellschaft Naturforschender Freunde zu Berlin, vol. 1880, p. 77–83 (texte intégral).